# Beaudricourt

Beaudricourt este o comună în departamentul Pas-de-Calais, Franța. În 1 ianuarie 2022 avea o populație de 98 de locuitori.